# Maserati Coupé
Maserati Coupé – samochód sportowy klasy średniej produkowany przez włoską markę Maserati w latach 2001 - 2007.

## Historia i opis modelu

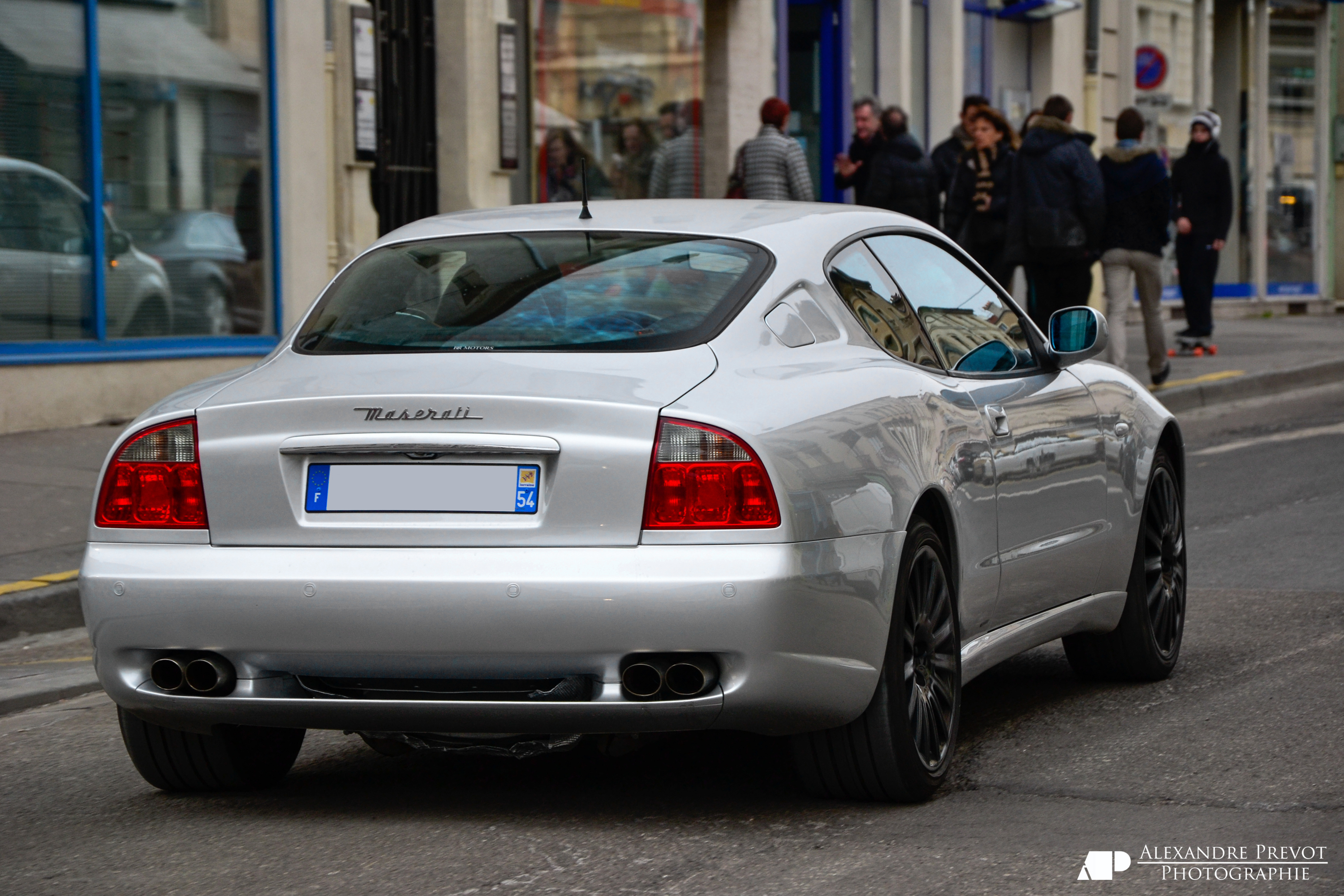
Maserati Coupé - tył

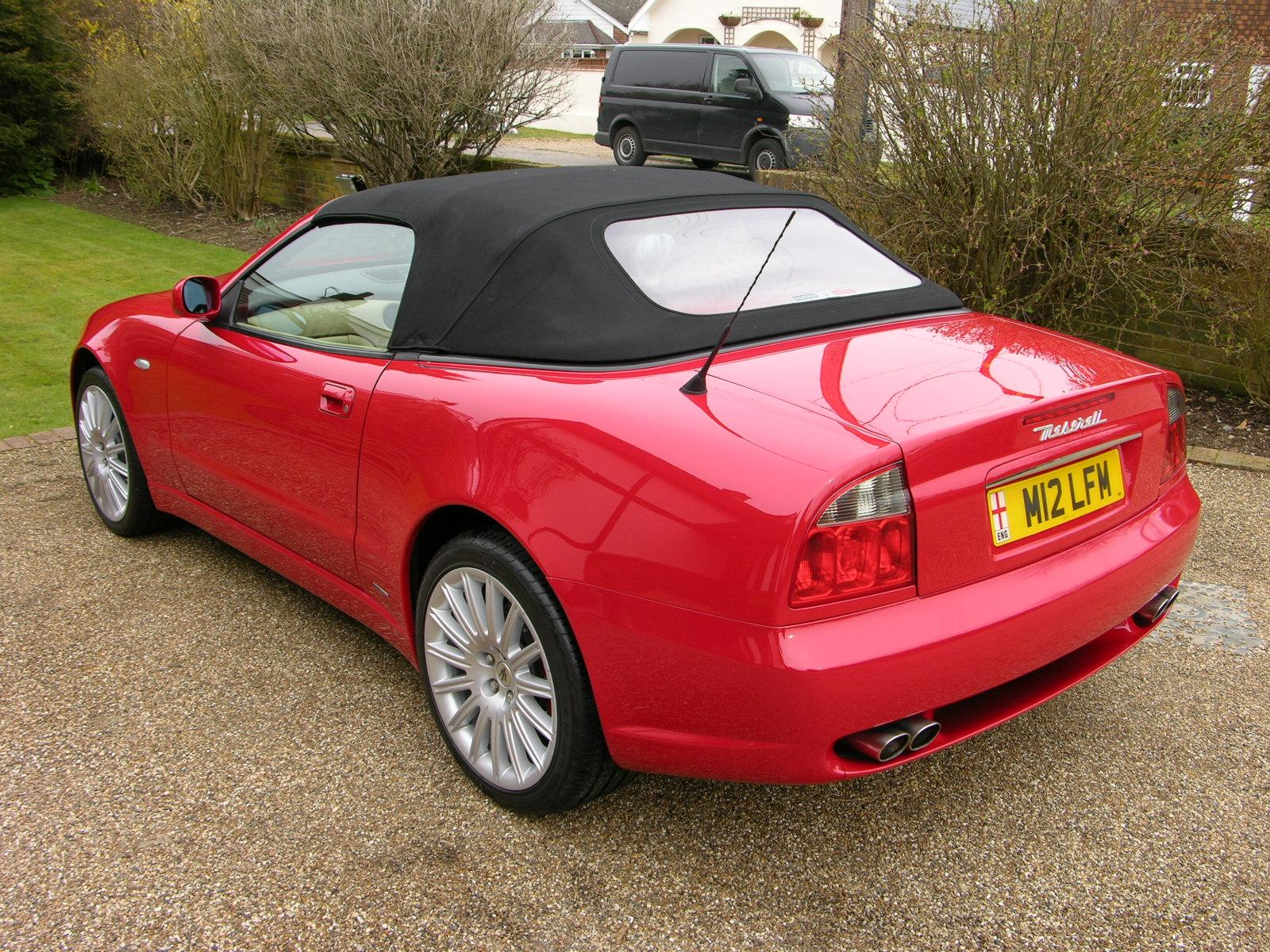
Maserati Spyder

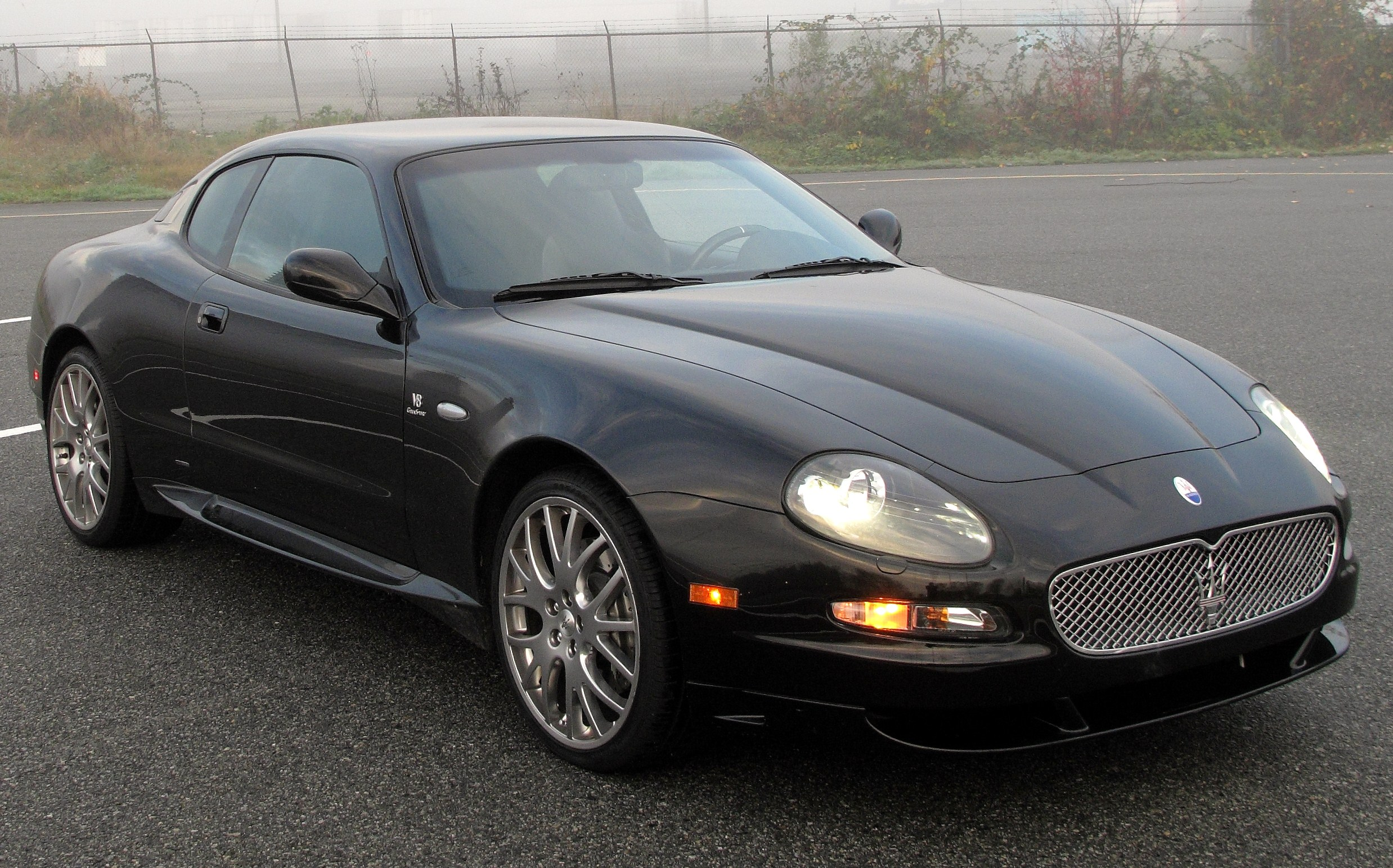
Maserati GranSport

Dostępny jako 2-drzwiowe coupé oraz spyder. Następca modelu 3200 GT. Do napędu użyto silnika V8 o pojemności 4,2 litra. Moc przenoszona była na koła tylne poprzez 6-biegową manualną bądź sekwencyjną skrzynię biegów. Nadwozie było dziełem Italdesign Giugiaro, zaprojektował je Giorgetto Giugiaro. W 2004 roku przeprowadzono facelifting (na rocznik 2005). Następcą został model Maserati GranTurismo.

### Dane techniczne
Źródło:

### Silnik
- V8 4,2 l (4244 cm³), 4 zawory na cylinder
- Stopień sprężania: 11,1:1
- Moc maksymalna: 390 KM (287,1 kW) przy 7000 obr./min
- Maksymalny moment obrotowy: 452 N•m przy 4500 obr./min

### Osiągi
- Przyspieszenie 0-100 km/h: 4,9 s
- Przyspieszenie 0–160 km/h: 11,3 s
- Prędkość maksymalna: 285 km/h